# Srebrenko Posavec
Srebrenko Posavec (Murska Sobota, 19 marzo 1980) è un ex calciatore croato, di ruolo centrocampista.
Legò la maggior parte della carriera al Slaven Belupo dove giocò dal 2000 al 2005 e dal 2007 al 2010. Quinto calciatore per presenze nella storia del club, rappresentò i Farmaceuti in Coppa Intertoto e nelle qualificazioni di Coppa UEFA, inoltre disputò da titolare la prima finale di Coppa di Croazia della storia del club.

## Carriera

### Club
Cresciuto calcisticamente nel Varteks a 19 anni si trasferì in Germania tra le file dell'Hannover 96. Successivamente tornò in patria accasandosi nel Slaven Belupo fino al 2005, anno in cui ritornò nella squadra in cui era cresciuto. Nel 2006 si trasferì in Turchia nel Ankaragücü e dopo una stagione all'estero ritornò a Koprivnica dove raggiunse la finale di Coppa di Croazia 2006-2007 persa contro la Dinamo Zagabria. Giocò nel Varaždin e in Slovenia al Koper, nel 2013 firmo un contratto annuale nel Hunan Xiangtao al termine del quale si ritirò dall'attività agonistica.

### Nazionale
Con la nazione maggiore disputò una sola partita, scese in campo il 1º febbraio 2006 subentrando in sostituzione di Leon Benko nella partita amichevole tenutasi ad Hong Kong contro i padroni di casa.

## Statistiche

### Cronologia presenze e reti in nazionale
| Cronologia completa delle presenze e delle reti in nazionale ― Croazia | Cronologia completa delle presenze e delle reti in nazionale ― Croazia | Cronologia completa delle presenze e delle reti in nazionale ― Croazia | Cronologia completa delle presenze e delle reti in nazionale ― Croazia | Cronologia completa delle presenze e delle reti in nazionale ― Croazia | Cronologia completa delle presenze e delle reti in nazionale ― Croazia | Cronologia completa delle presenze e delle reti in nazionale ― Croazia | Cronologia completa delle presenze e delle reti in nazionale ― Croazia |
| Data                                                                   | Città                                                                  | In casa                                                                | Risultato                                                              | Ospiti                                                                 | Competizione                                                           | Reti                                                                   | Note                                                                   |
| ---------------------------------------------------------------------- | ---------------------------------------------------------------------- | ---------------------------------------------------------------------- | ---------------------------------------------------------------------- | ---------------------------------------------------------------------- | ---------------------------------------------------------------------- | ---------------------------------------------------------------------- | ---------------------------------------------------------------------- |
| 1-2-2006                                                               | Hong Kong                                                              | Hong Kong                                                              | 0 – 4                                                                  | Croazia                                                                | Amichevole                                                             | -                                                                      | 74’                                                                    |
| Totale                                                                 |                                                                        | Presenze                                                               | 1                                                                      |                                                                        | Reti                                                                   | 0                                                                      |                                                                        |

| Cronologia completa delle presenze e delle reti in nazionale ― Croazia under 21 | Cronologia completa delle presenze e delle reti in nazionale ― Croazia under 21 | Cronologia completa delle presenze e delle reti in nazionale ― Croazia under 21 | Cronologia completa delle presenze e delle reti in nazionale ― Croazia under 21 | Cronologia completa delle presenze e delle reti in nazionale ― Croazia under 21 | Cronologia completa delle presenze e delle reti in nazionale ― Croazia under 21 | Cronologia completa delle presenze e delle reti in nazionale ― Croazia under 21 | Cronologia completa delle presenze e delle reti in nazionale ― Croazia under 21 |
| Data                                                                            | Città                                                                           | In casa                                                                         | Risultato                                                                       | Ospiti                                                                          | Competizione                                                                    | Reti                                                                            | Note                                                                            |
| ------------------------------------------------------------------------------- | ------------------------------------------------------------------------------- | ------------------------------------------------------------------------------- | ------------------------------------------------------------------------------- | ------------------------------------------------------------------------------- | ------------------------------------------------------------------------------- | ------------------------------------------------------------------------------- | ------------------------------------------------------------------------------- |
| 24-4-2001                                                                       | Čakovec                                                                         | Croazia under 21                                                                | 2 – 2                                                                           | Grecia under 21                                                                 | Amichevole                                                                      | -                                                                               | 73’                                                                             |
| 31-8-2001                                                                       | ?                                                                               | Scozia under 21                                                                 | 1 – 1                                                                           | Croazia under 21                                                                | Qual. Europeo Under-21 2002                                                     | -                                                                               | 51’                                                                             |
| Totale                                                                          |                                                                                 | Presenze                                                                        | 2                                                                               |                                                                                 | Reti                                                                            | 0                                                                               |                                                                                 |